# Птичник (Єврейська автономна область)
Птичник (рос. Птичник) — село у Біробіджанському районі Єврейської автономної області Російської Федерації.
Входить до складу муніципального утворення Птичнинське сільське поселення. Населення становить 3194 особи (2010).

## Історія
Згідно із законом від 26 листопада 2003 року органом місцевого самоврядування є Птичнинське сільське поселення.

## Населення
| 2002 | 2010  |
| ---- | ----- |
| 2969 | ↗3194 |